# Лиман фон Сандерс, Отто

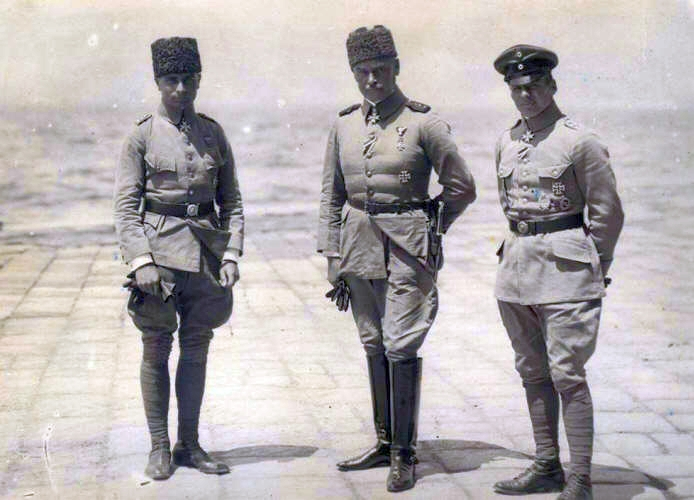
Отто Лиман фон Сандерс, Ганс Иоахим Будекке, и Освальд Бёльке в Турции, 1916

О́тто Ли́ман фон Са́ндерс (нем. Otto Liman von Sanders; 17 февраля 1855, Штольп — 22 августа 1929, Мюнхен) — германский генерал, военный советник в Османской империи во время Первой мировой войны.

## Ранние годы
Отец Лимана фон Сандерса был прусским дворянином. Как и многие другие пруссаки с дворянским происхождением, он вступил в армию, где дослужился до генерал-лейтенанта. В 1913 году он был назначен главой немецкой военной миссии в Османской империи.

## В Османской империи
После поражения в Первой балканской войне Турция остро нуждалась в модернизации армии. В конце 1913 года великий визирь Саид Халим-паша обратился к кайзеру Вильгельму II с просьбой прислать для этой цели немецких офицеров под командованием опытного генерала. Кайзер выбрал для этого фон Сандерса. Вскоре после прибытия в Стамбул генерал встретился с султаном Мехмедом Решадом, великим визирем и правящим триумвиратом младотурок. Сандерс нашел общий язык со всеми, кроме Энвер-паши, которого немецкий генерал посчитал слишком неопытным для поста руководителя армии. Со своей стороны Энвер был недоволен тем фактом, что армия будет подчиняться иностранцу.
В июле 1914 года (перед самым началом войны) Энвер-паша предложил Германии заключить союз. Германский посол в Константинополе, Ганс фон Вангенгейм, после консультаций с фон Сандерсом, отказался от предложения. Отказ был мотивирован тем, что турецкая армия слаба, экономика переживает не лучшие времена, а само руководство Турции было недостаточно компетентно. Однако 20 июля (2 августа) германское и османское правительства подписали секретный договор о военном союзе; в условия договора, помимо прочего, входил пункт о «влиянии» немецкой военной миссии на действия турецкой армии. Вначале это влияние практически отсутствовало, но ввиду относительных неудач турок, немцы усилили контроль за действиями османских войск.
Когда Османская империя окончательно вступила в войну (после двух месяцев попыток избежать прямого конфликта с Антантой), Энвер-паша показал фон Сандерсу свой план разгрома русской обороны у Карса. Фон Сандерс попытался отговорить Энвера от осуществления плана, но его советы были проигнорированы, и эта операция обернулось катастрофой для турок у Сарыкамыша.
Война продолжалась: Джемаль-паша получил приказ форсировать Суэцкий канал; его советником был немецкий генерал Фридрих фон Крессенштейн. Нападение на Суэц было провалено, правда, значительных потерь турки не понесли.
Колеблющийся Энвер-паша прибыл к Константинополю, где возглавил войска, находящиеся в районе столицы. Задачей было не допустить её захвата войсками Антанты. Вскоре Энвер передал командование фон Сандерсу.

## Галлиполийская битва
У фон Сандерса было мало времени на организацию обороны — всего месяц, но он имел два преимущества. Во-первых, османская 5-я армия была лучшим войсковым соединением у турок, в неё входили 6 дивизий, общей численностью 84 000 хорошо вооружённых солдат. Во-вторых, он воспользовался ошибками союзного командования: вместо использования мощного флота для прорыва непосредственно к Стамбулу, британские и французские адмиралы решили осуществить высадку, чтобы захватить Дарданелльский полуостров.
25 апреля 1915 года основные британские силы высадились у Геллеспонта. Правильным решением фон Сандерса было назначение Кемаль-паши командиром 19-й пехотной дивизии. Дивизия Кемаля спасла турок от неминуемой катастрофы. Его солдаты совершили марш-бросок в день вторжения и заняли оборонительную линию выше высаживающихся австралийцев и новозеландцев, поэтому продвижение последних было затруднено. Организованная Кемаль-пашой оборона была надёжна и в последующие пять месяцев не подвела.
С апреля по ноябрь 1915 года (когда наконец было принято решение об эвакуации) фон Сандерсу пришлось обороняться от многочисленных атак союзников. Британцы пробовали прорваться в районе Сувлы, но это также не принесло им успеха. Единственным достижением англичан было то, что им удалось обойтись без крупных потерь. Однако победа была за турками, и немалый вклад в это внёс Лиман фон Сандерс.
В начале 1915 года предыдущий глава немецкой военной миссии в Османской империи, барон Кольмар фон дер Гольц, прибыл в Константинополь в качестве военного советника султана Мехмеда V (фактической власти не имевшего). Старый барон не захотел иметь дел с Лиманом фон Сандерсом и недолюбливал младотюркский триумвират (Энвер-пашу, Джемаль-пашу, Талаат-пашу), руководивших страной во время войны. Ряд крупных наступлений, предложенных фон дер Гольцем, окончились ничем перед лицом наступления сил Антанты на трёх фронтах (в Дарданеллах, на Кавказе и на недавно открытом Месопотамском фронте). В октябре 1915 года Энвер-паша отправил Лимана фон Сандерса бороться с британцами в Месопотамии.

## Палестинская кампания
В 1918 году, в последний год войны, когда Османская империя, по сути, агонизировала, Лиман фон Сандерс принял командование турецкими войсками в Палестине, заменив на этом посту другого немецкого генерала, Эрих фон Фалькенхайна, который был разбит англичанами под командованием генерала Алленби в конце 1917 года.
Положение Лимана было непростым в связи с низкой боеспособностью турецкой армии. Его войска были способны лишь на оборонительные действия. Оборона длилась довольно долго, но когда войска генерала Алленби прорвали фронт, османская армия была уничтожена в течение недели (Битва при Мегиддо). Бежавший фон Сандерс едва не попал в плен к британским войскам.
После войны, в феврале 1919 года, фон Сандерс был задержан на Мальте. Его обвиняли в военных преступлениях, но спустя полгода он вышел на свободу и ушёл в отставку.
В 1927 году фон Сандерс издал мемуары о своей службе в Османской империи до войны и во время неё, которую написал в плену на Мальте. Два года спустя он умер в Мюнхене в возрасте 74 лет.

## Награды
- Орден Красного орла 2-го класса (королевство Пруссия)
- Орден «Pour le Mérite» с дубовыми листьями (королевство Пруссия, 10 января 1916)
- Железный крест 1-го класса (королевство Пруссия)
- Железный крест 2-го класса (королевство Пруссия)
- Медаль «Галлиполийская звезда» (Османская империя, 1915)
- Орден Османие 1-й степени (Османская империя, 24 января 1915)
- Медаль «Имтияз» с саблями (Османская империя, 10 марта 1915)
- Орден Меджидие (Османская империя, 12 августа 1918)